# Notania brunnea
Notania brunnea är en nattsländeart som beskrevs av Mosely in Kimmins 1950. Notania brunnea ingår i släktet Notania och familjen Apataniidae. Inga underarter finns listade i Catalogue of Life.